# Эписома
Эписомы — генетические элементы бактерий, способные существовать как в интегрированном с бактериальными хромосомами состоянии, так и в виде автономных плазмид.
Эписомами являются факторы фертильности бактерий (F-фактор и F'-фактор), участвующие в процессе конъюгации бактерий, факторы резистентности к антибиотикам (R-плазмиды) и факторы колициногенности.
Свойствами эписом обладают также геномы некоторых вирусов — умеренных бактериофагов (например, фаг лямбда), способные интегрироваться в геном бактерии-хозяина и существовать в виде профага, реплицирующегося вместе с бактериальной ДНК в качестве одного из «молчащих» бактериальных генов при делении клетки, и в автономном состоянии.